# Coleophora leucostoma
Coleophora leucostoma là một loài bướm đêm thuộc họ Coleophoridae. Nó được tìm thấy ở Uzbekistan.
Chiều dài cánh trước khoảng 5.5 mm đối với con đực and 4–5 mm đối với con cái. Con trưởng thành bay từ tháng 4 đến tháng 5.